# Distretto di Pułtusk
Il distretto di Pułtusk (in polacco powiat pułtuski) è un distretto polacco appartenente al voivodato della Masovia.

## Geografia antropica

### Suddivisioni amministrative
Il distretto comprende 7 comuni.
- Comuni urbano-rurali: Pułtusk
- Comuni rurali: Gzy, Obryte, Pokrzywnica, Świercze, Winnica, Zatory